# إيك فيلين
إيك فيلين (بالعربية: شخص وغد) هو فيلم رومانسي هندي من إخراج موهيت سوري وبطولة سيدهارث مالهوترا وشرادها كابور وصاحب الدور السلبي ريتيش ديشموك، ويحكي الفيلم عن قصة انتقام البطل من مجرم سفاح بعدما قام بقتل حبيبته، تم إنتاج الفيلم من قبل إيكتا كابور وشوبها كابور وتم إطلاقه في 27 حزيران عام 2014، وقد حصل الفيلم على ترحيب كبير من قبل نقاد السينما والجمهور.

## القصة
يبدأ الفيلم مع عائشة (شرادها كابور)، حيث كانت تتكلم مع حبيبها في الهاتف النقال حتى دخل عليها رجلا (ريتيش ديشموك) يلبس معطف جليدي وبيده مفك، وسألته ما الذي تفعله هنا ومن سمح لك بالدخول؟ ولم يدعها تكمل كلامها حتى بدأ بضربها وألقي بها من النافذة. وأثناء قيام مراسم الجنازة، ضابط CBI أديتيا راثور أخبر حبيب عائشة براتاب سينغ (سيدهارت مالهوترا) أنه سيجد قاتل الفتاة، لكن براتاب اعتقد أن قاتل زوجته هو معلمه السابق رجل العصابات، فأخد يتهجم عليه وضرب جميع رجاله حتى وصل إليه ووضع المسدس فوق رأسه، فدار حوار بينهما وسأله المدرب: هل تعتقد أني فعلا قتلت زوجتك؟ حتى عاد لوعيه وأنزل المسدس.
هنا يبدأ البطل بإعادة رواية قصة التقائه بعائشة، الفتاة المتحمسة والمبتسمة دائما، ورأته لأول مرة وهو يضرب على يد الشرطة في المخفر، فعندما خرج من قسم الشرطة قررت الالتقاء به وطلبت منه مساعدتها في جمع شمل عاشقين مسنين، هنا سرعان ما أحبا بعضهما، واكتشف البطل بأن عائشة مريضة بالعضال، فقرر البطل مساعدتها في تحقيق أحلامها التي لم تحقق بعد، وهذه الأحلام هي الوقوع في الحب ومساعدة محتاج ورؤية الطاووس يرقص، ولم يستسلم البطل في إيجاد العلاج المناسب لها، وجده في مستشفى في مومباي واستعادت صحتها، بعد مرور فترة قصيرة اكتشفت أنها حامل، لكنها أخفت الحقيقة خوفا من أن ينصدم من حقيقة أن للولادة قد تقتلها لأنها شفيت حديثا.
في قصة حب موازية، راكيش (ريتيش ديشموك) الرجل الفاشل، والذي تسيطر عليه وتسخر منه دائما لكونه فقيراً، ولكنه يسيطر على أعصابه دائما ولا يستطيع ضربها بسبب حبه لها، وهي لا تعرف أنه سفاح، يقتل النساء دون رحمة، وذلك ليريح نفسه من سخرية زوجته منه، وكل امرأة يقتلها يقول!! لا تقلقي يا سيدتي.. من اليوم؛ لن يكون لك أي شكوى ضدي.
فعندها سيخبر ضابط CBI البطل أنه عرف قاتل زوجته، وصدفة وجده يقتل امرأة، فدار بينهما مشهد رائع، ولكنه لم يرغب بقتل فورا، فأطلق سراحه شرط أن يضربه كل يوم.
في نهاية المطاف اكتشفت زوجة السفاح أنه قاتل لكنها لم تتقبل الأمر، وتكرر نفس السيناريو وقتلها مدرب البطل السابق، في لحظة قيام البطل بقتل السفاح، أخبر المدرب البطل أنه لن يقتل ابن السفاح وأن على البطل قتله، فذهب لمنزل السفاح وفي لحظة مسك المسدس و أقدم على قتل الطفل،لكن لحظتها تذكر البطل الأقوال التي كانت زوجته تقولها له، وهي أن نسامح الضعفاء، وأن نمسك بيدهم، ومسك يدي الطفل وتراجع عن فكرة قتله، وذهب به للمكان الذي أرادت عائشة رؤية الطاووس يرقص، وهنا ينتهي الفيلم.

## الممثلين
- سيدهارت مالهوترا
- شرادها كابور
- ريتيش ديشموك
- براتشي ديساي
- روميو فيرنانديز
- كمال رشيد خان...

## وصلات خارجية
- إيك فيلين على موقع IMDb (الإنجليزية)
- إيك فيلين على موقع روتن توميتوز (الإنجليزية)
- إيك فيلين على موقع قاعدة بيانات الأفلام العربية
- إيك فيلين على موقع ألو سيني (الفرنسية)
- إيك فيلين على موقع فيلمافينيتي (الإسبانية)
- إيك فيلين على موقع قاعدة بيانات الفيلم (الإنجليزية)
- إيك فيلين على موقع ليتربوكسد (الإنجليزية)
- إيك فيلين على موقع كينوبويسك (الروسية)